# Liste der Landschaftsschutzgebiete in Hof (Saale)
In Hof gibt es fünf Landschaftsschutzgebiete. (Stand: November 2018)

## Hinweise zu den Angaben in der Tabelle
- Gebietsname: Amtliche Bezeichnung des Schutzgebietes
- Bild/Commons: Bild und Link zu weiteren Bildern aus dem Schutzgebiet
- LSG-ID: Amtliche Nummer des Schutzgebietes
- WDPA-ID: Link zum Eintrag des Schutzgebietes in der World Database on Protected Areas
- Wikidata: Link zum Wikidata-Eintrag des Schutzgebietes
- Ausweisung: Datum der Ausweisung als Schutzgebiet
- Gemeinde(n): Gemeinden, auf denen sich das Schutzgebiet befindet
- Lage: Geografischer Standort
- Fläche: Gesamtfläche des Schutzgebietes in Hektar
- Flächenanteil: Anteilige Flächen des Schutzgebietes in Landkreisen/Gemeinden, Angabe in % der Gesamtfläche
- Bemerkung: Besonderheiten und Anmerkungen

Bis auf die Spalte Lage sind alle Spalten sortierbar.
| Gebietsname                                                                                  | Bild/Commons   | LSG-ID       | WDPA-ID | Wikidata  | Ausweisung | Gemeinde(n) | Lage     | Fläche ha | Flächenanteil                        | Bemerkung |
| -------------------------------------------------------------------------------------------- | -------------- | ------------ | ------- | --------- | ---------- | ----------- | -------- | --------- | ------------------------------------ | --------- |
| LSG Kulm - Pfaffenteiche im Gebiet der Stadt Hof                                             |                | LSG-00445.01 | 395953  | Q59637067 | 1990       |             | Position | 275,6     | Hof (100 %)                          |           |
| LSG Regnitztal bei Unterkotzau im Gebiet der Stadt Hof                                       |                | LSG-00477.01 | 395985  | Q59637070 | 1993       |             | Position | 8,97      | Hof (100 %)                          |           |
| LSG Saaletal im Gebiet der Stadt Hof und des Landkreises Hof                                 | weitere Bilder | LSG-00330.01 | 395820  | Q59636667 | 1982       |             | Position | 2619,24   | Hof (4,7 %), Landkreis Hof (95,0 %)  |           |
| LSG Theresienstein der Stadt Hof                                                             | weitere Bilder | LSG-00351.01 | 395859  | Q59637066 | 1983       |             | Position | 131,7     | Hof (100 %)                          |           |
| Schutz von Landschaftsräumen im Gebiet der Stadt Hof und des Landkreises Hof (Untreubachtal) | weitere Bilder | LSG-00269.01 | 395747  | Q59636664 | 1974       |             | Position | 834,03    | Hof (43,8 %), Landkreis Hof (56,2 %) |           |